# We Can Only Live Today (Puppy)
We Can Only Live Today (Puppy) is een nummer van de Belgische drum and bass producer Netsky's tweede album 2 (deluxe versie). Het nummer kwam uit op 5 november 2012 bij Hospital Records. De Vlaamse zangeres Billie Bentein verzorgde de vocalen van het nummer. Eerder werd het nummer uitgebracht onder de naam Puppy, deze staat op de standaard versie van het album. Het nummer werd genomineerd voor een MIA in de categorie Hit van het jaar.

## Hitlijsten

### VlaamseUltratop 50
| Positie: | 17 | 15 | 13 | 8  | 9   | 10 | 9  | 9   | 8  | 9   | 10 | 11 | 15 | 16 | 16 | 22 | 23 | 25 | 26 |
| Week:    | 20 | 21 | 22 | 23 |     | 24 | 25 |     | 26 |     |    |    |    |    |    |    |    |    |    |
| Positie: | 31 | 32 | 27 | 35 | uit | 49 | 44 | uit | 43 | uit |    |    |    |    |    |    |    |    |    |